# Acacia katangensis
Acacia katangensis é uma espécie de leguminosa do gênero Acacia, pertencente à família Fabaceae.